# Tây Sơn, An Khê
Tây Sơn là một phường thuộc thị xã An Khê, tỉnh Gia Lai, Việt Nam.
Phường Tây Sơn có diện tích 3,28 km², dân số năm 2003 là 11.568 người, mật độ dân số đạt 3.527 người/km².